# The Globe
El Globe Theatre fue un teatro de Londres asociado con William Shakespeare. Fue construido en 1599 por la compañía teatral de Shakespeare, los Lord Chamberlain's Men, en unos terrenos propiedad de Thomas Brend y heredados por su hijo Nicholas Brend y su nieto Sir Matthew Brend, y fue destruido por un incendio el 29 de junio de 1613. En junio de 1614 se construyó un segundo Globe Theatre en ese mismo lugar, que estuvo en funcionamiento hasta que fue cerrado por una ordenanza emitida el 6 de septiembre de 1642.
En 1997 abrió sus puertas una reconstrucción moderna del Globe, llamada Shakespeare's Globe, aproximadamente a 230 metros de la parcela del teatro original. Desde 1909, el actual Teatro Gielgud se llamó Globe Theatre, hasta que fue renombrado en honor a John Gielgud en 1994.

## Ubicación
El estudio de los antiguos registros de propiedad ha permitido identificar que la parcela que ocupaba el Globe se extendía desde el lado oeste de la actual Southwark Bridge Road hasta Porter Street al este y desde Park Street al norte hasta la parte trasera de Gatehouse Square al sur. Sin embargo, la ubicación precisa del edificio permaneció desconocida hasta que en 1989 el Department of Greater London Archaeology (actual Museum of London Archaeology) descubrió una pequeña parte de los cimientos, incluida la base de un pilar original, debajo del aparcamiento situado en la parte trasera de Anchor Terrace en Park Street. La forma de los cimientos está replicada actualmente en la superficie. Debido a que la mayor parte de los cimientos se encuentra por debajo del 67—70 Anchor Terrace, que es un monumento clasificado, no se han permitido más excavaciones.

## Historia

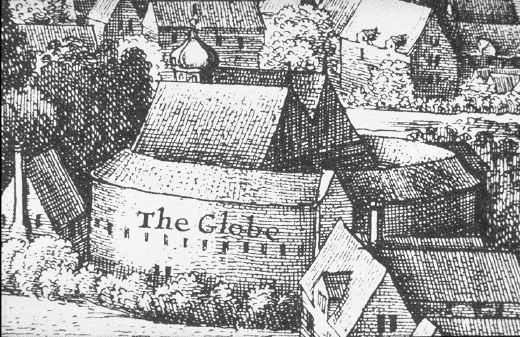
El segundo Globe Theatre, detalle de la View of London de Hollar, 1647. Hollar dibujó el edificio solo al natural, y posteriormente reunió los dibujos en su View. El pequeño edificio a la izquierda proporcionaba vendedores de comida y cerveza al teatro.

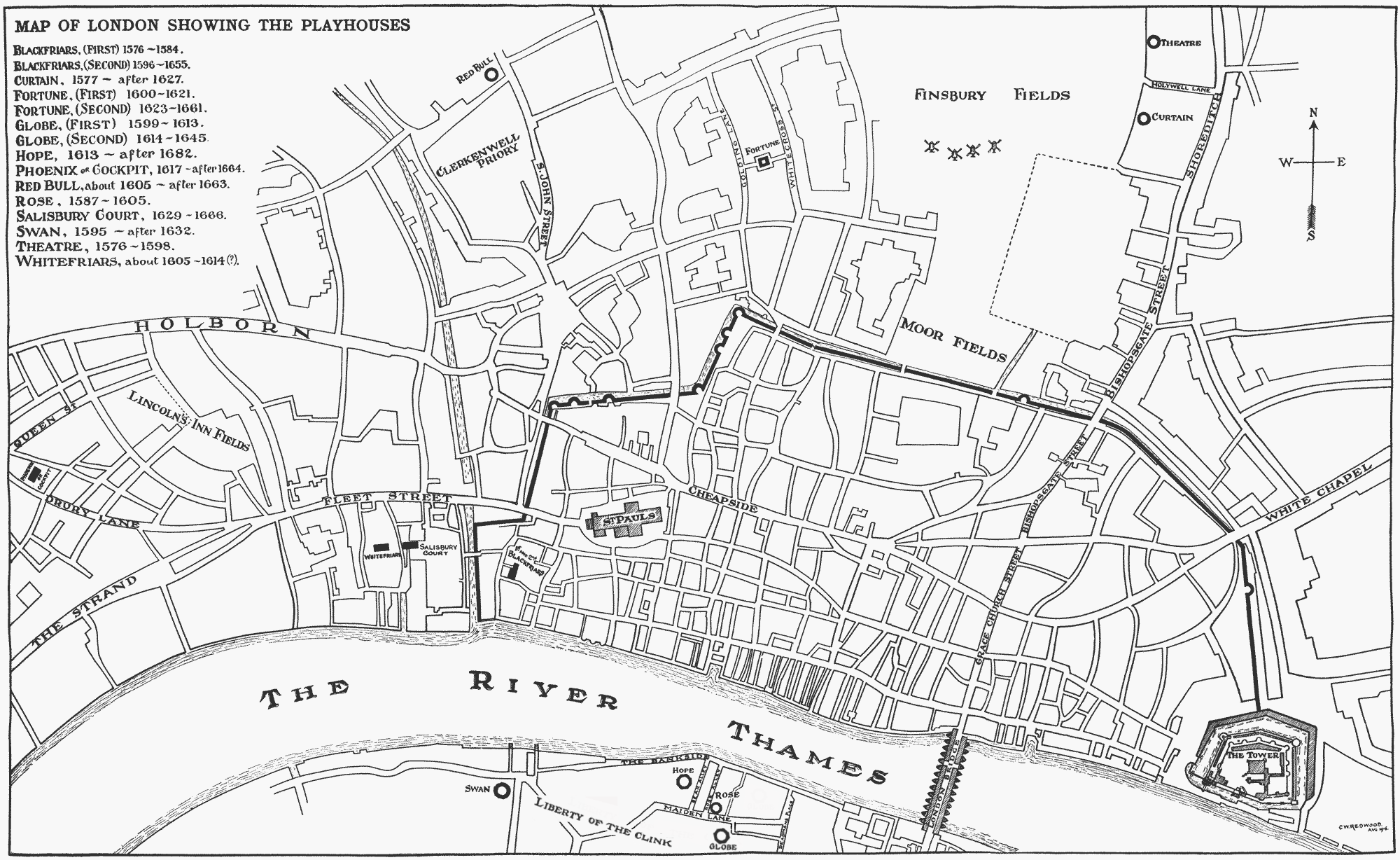
El Globe Theatre en el centro de la parte inferior de este mapa callejero de Londres.

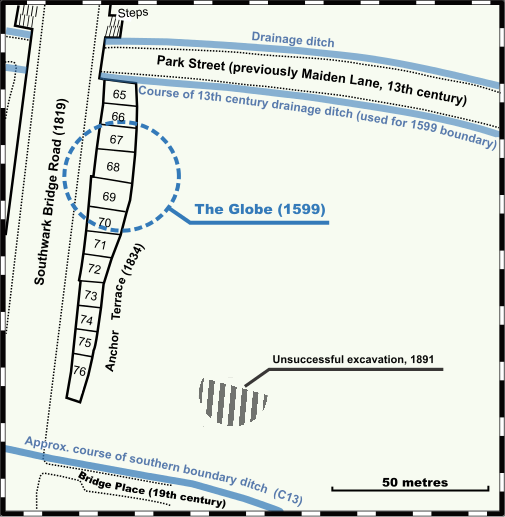
Situación en un moderno callejero.

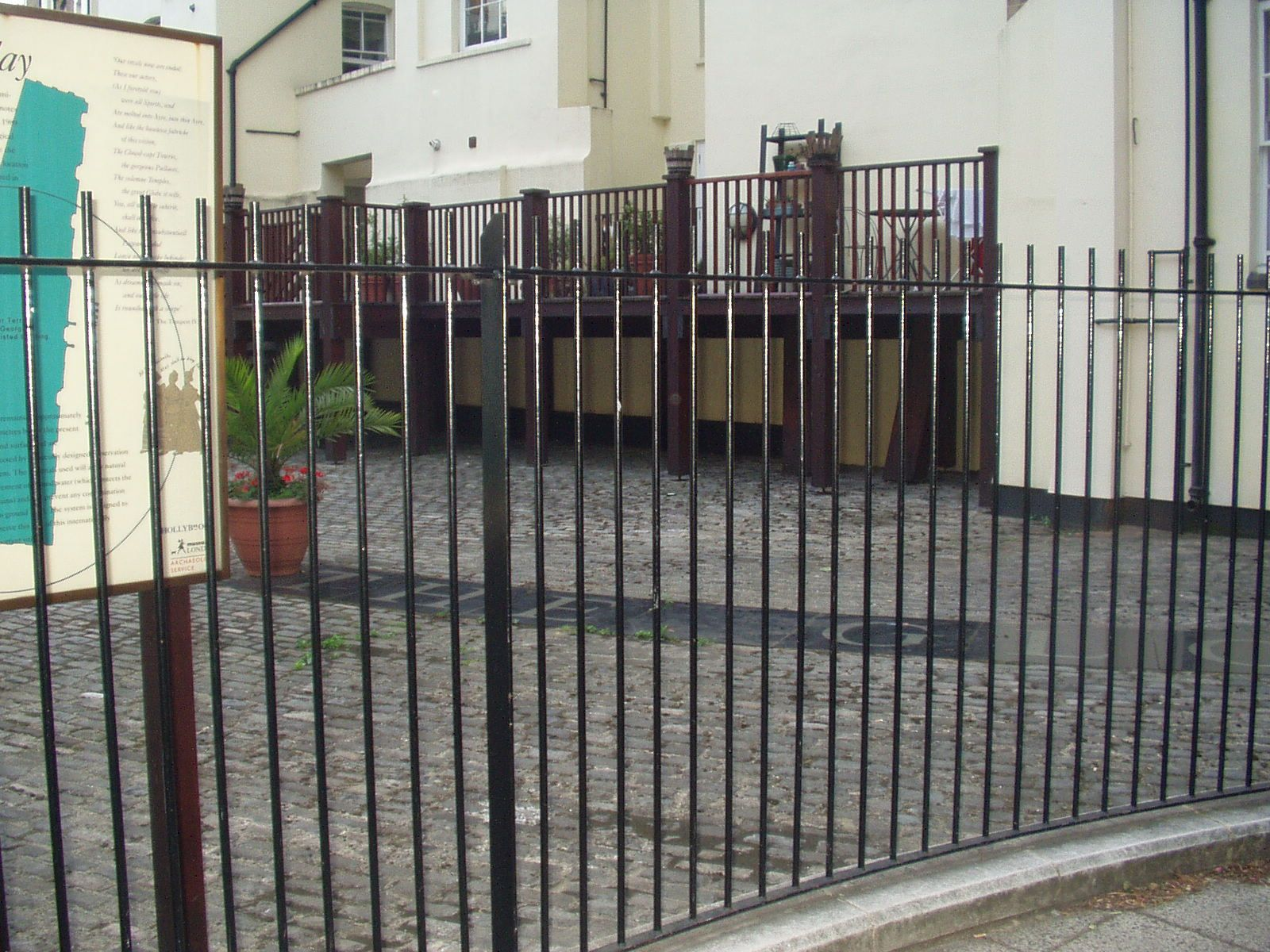
La parcela del Globe Theatre desde Park Street. La línea oscura en el centro marca la situación de los cimientos. La pared blanca que hay más allá es la parte trasera de Anchor Terrace.

El Globe era propiedad de los actores y socios de los Lord Chamberlain's Men. Dos de los seis socios, Richard Burbage y su hermano Cuthbert Burbage, poseían una participación doble, es decir, el 25 % cada uno; los otros cuatro, Shakespeare, John Heminges, Augustine Phillips y Thomas Pope, tenían una única participación del 12.5 %. Originalmente William Kempe iba a ser el séptimo socio, pero vendió su participación a los cuatro socios minoritarios, dejándolos con más del 10 % que estaba previsto originalmente. Estas proporciones iniciales cambiaron con el paso del tiempo, a medida que se fueron añadiendo nuevos socios. Por ejemplo, la participación de Shakespeare disminuyó de 1/8 a 1/14, o aproximadamente 7 %, durante el curso de su carrera.
El Globe fue construido en 1599 usando madera de un teatro más antiguo, The Theatre, que había construido en 1576 el padre de Richard Burbage, James Burbage, en Shoreditch. Los Burbages originalmente tenían un alquiler de veintiún años de la parcela en la que se construyó el teatro, pero eran propietarios del edificio. Sin embargo, el propietario de la parcela, Giles Allen, afirmó que el edificio había pasado a ser suyo tras el vencimiento del alquiler. El 28 de diciembre de 1598, mientras Allen estaba celebrando la Navidad en su casa de campo, el carpintero Peter Street, apoyado por los actores y sus amigos, desmanteló el teatro viga a viga y lo transportó a un almacén junto al río cerca de Bridewell, propiedad de Street. Con la llegada de un tiempo más favorable en la siguiente primavera, este material fue transportado por el Támesis para reconstruir The Globe en unos jardines pantanosos al sur de Maiden Lane, en Southwark. Aunque estaba solo a unos cien metros de la abarrotada orilla del Támesis, este terreno estaba situado cerca de una zona de tierras de cultivo y campos abiertos. Sin embargo, tenía mal drenaje y, a pesar de su distancia al río, era propenso a inundarse en momentos de marea particularmente alta; por esta razón, se tuvo que crear una defensa de tierra con refuerzos de madera para evitar que el edificio se inundara. El nuevo teatro era más grande que el edificio anterior; aunque se reutilizaron las antiguas maderas, el Globe no era simplemente el antiguo teatro trasladado a Bankside. Fue completado probablemente en verano de 1599, posiblemente a tiempo para la producción de apertura de Enrique V y la famosa referencia a la actuación abarrotada dentro de una «O de madera». Dover Wilson, sin embargo, retrasa la fecha de apertura hasta septiembre de 1599, considerando que la referencia a la «O de madera» era despectiva y por tanto poco probable que se usara en la puesta en escena inaugural del Globe. Sugiere que el relato de un turista suizo de una representación de Julio César presenciada el 21 de septiembre de 1599 constituye la primera producción más probable. La primera actuación de la que se conserva un registro firme fue Every Man out of His Humour de Ben Jonson —cuya primera escena da la bienvenida a los «amables y atentos espectadores»— a finales de ese año.
El 29 de junio de 1613, el Globe se incendió durante una representación de Enrique VIII. Un cañón teatral, encendido durante la actuación, falló, prendiendo las vigas y el techo de madera. Según uno de los pocos documentos que se conservan del evento, nadie resultó herido excepto un hombre, cuyos pantalones ardiendo fueron apagados con una botella de cerveza. Fue reconstruido el año siguiente.
Al igual que todos los otros teatros de Londres, el Globe fue cerrado por los puritanos en 1642. Fue derribado en 1644–45 —el documento citado a menudo que fecha el acto en el 15 de abril de 1644 se ha identificado como una probable falsificación— para permitir la construcción de edificios de apartamentos.
En 1997 abrió sus puertas una reconstrucción moderna del teatro, llamada Shakespeare's Globe, con una producción de Enrique V. Es una aproximación académica del diseño original, basada en las evidencias disponibles de los edificios de 1599 y 1614, y está situado aproximadamente a 230 metros de la ubicación del teatro original.
En febrero de 2016, abrió sus puertas en el centro de Auckland (Nueva Zelanda) una réplica temporal a escala completa del segundo Globe, llamada Pop-up Globe y basada en análisis académicos de las evidencias que se conservan del edificio de 1614, y presentó una temporada de tres meses de las obras de Shakespeare interpretadas por una compañía de teatro y por grupos de producción locales visitantes. En 2017 fue reconstruido en otro lugar de Auckland para albergar una temporada de tres meses.

## Descripción

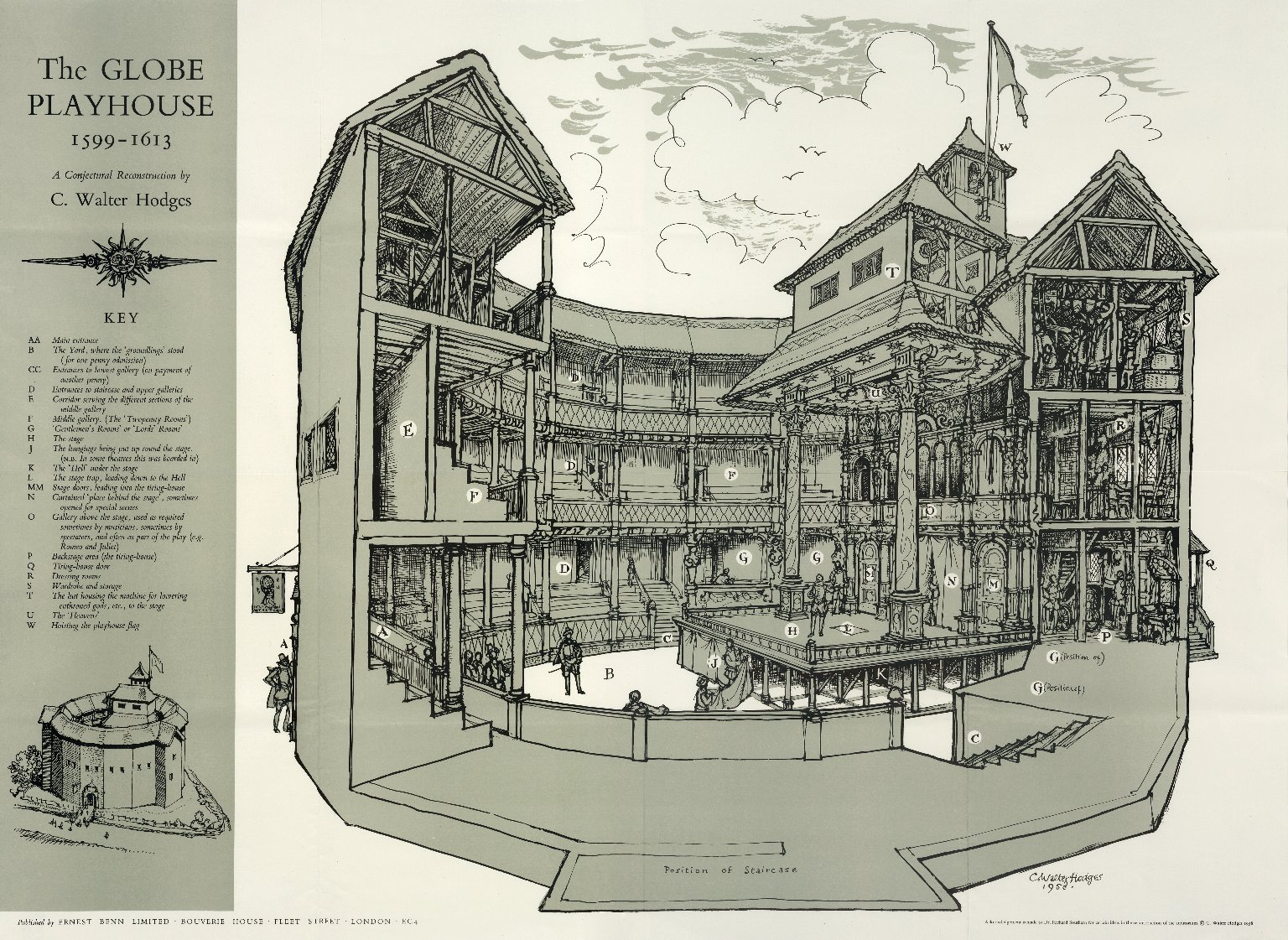
Reconstrucción hipotética del Globe realizada por C. Walter Hodges basándose en evidencias arqueológicas y documentales.

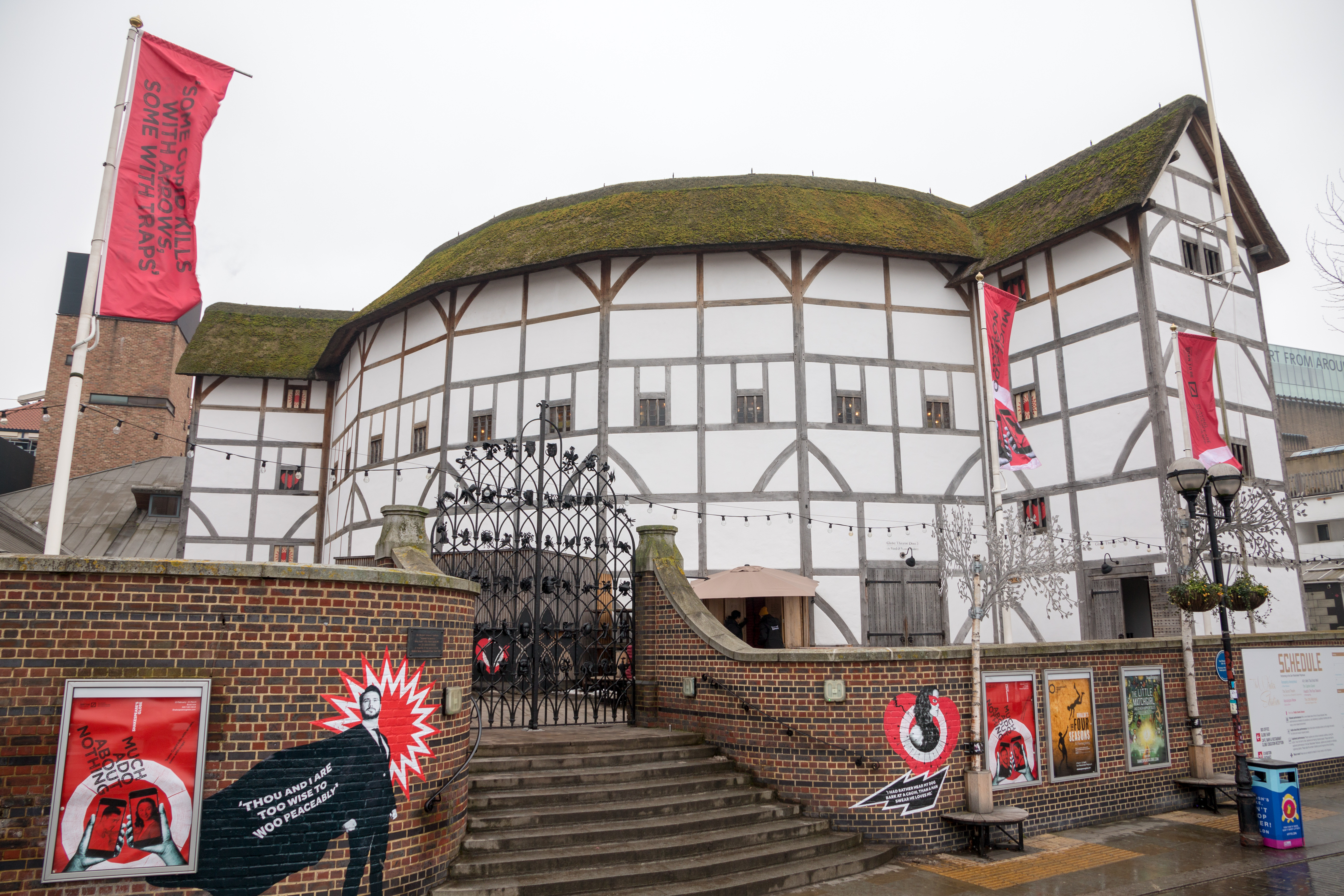
Shakespeare's Globe, reconstrucción moderna del teatro.

Las dimensiones reales del Globe son desconocidas, pero su forma y tamaño se pueden aproximar gracias a la investigación académica realizada durante los últimos dos siglos. La evidencia sugiere que era un anfiteatro al aire libre de tres plantas con un diámetro de aproximadamente treinta metros, que podía albergar hasta tres mil espectadores. El Globe es representado con forma circular en el dibujo de Wenceslas Hollar del edificio, incorporado posteriormente en su grabado Long View of London from Bankside en 1647. Sin embargo, en 1988–89, el descubrimiento de una pequeña parte de los cimientos del Globe sugirió que era un polígono de veinte lados.
En la base del escenario había una zona llamada pit, (o, tomando la terminología de los antiguos inn-yards, yard, literalmente «patio») donde, por un penique, los espectadores (llamados groundlings) permanecían de pie sobre el suelo de tierra con juncos para ver la actuación. Durante la excavación del Globe en 1989 se descubrió una capa de cáscaras de nuez comprimidas sobre el suelo. Verticalmente, alrededor del «patio», había tres niveles de gradas, que eran más caros que estar de pie. Una plataforma servía como escenario, tenía forma rectangular y se encontraba en el centro del «patio» al aire libre. El escenario medía aproximadamente 13 m de anchura, 8 m de profundidad y estaba elevado unos 1,5 m sobre el terreno. En este escenario, había una trampilla usada por los actores para entrar desde la «bodega» que se encontraba por debajo.
La pared posterior del escenario tenía dos o tres puertas en el nivel principal. Además, contaba con una parte interior con un telón en el centro (aunque no todos los estudiosos están de acuerdo sobre la existencia de este supuesto inner below), y un balcón por encima de él. Las puertas conducían a la tiring house (de attiring, «vestirse»), donde los actores se vestían y esperaban su entrada en escena. Las plantas que había por encima se usaban como almacenamiento para disfraces y utilería y como oficinas de dirección. El balcón albergaba a los músicos y también se podía usar para escenas que exigieran un espacio superior, como la escena del balcón de Romeo y Julieta. El escenario estaba cubierto con esteras, aunque puede que esto solo se usara si la obra lo requería.
Grandes columnas a cada lado del escenario sostenían una cubierta sobre su parte trasera. El techo bajo la cubierta era llamado el «cielo» (heavens), y estaba pintado con nubes. Una trampilla en el «cielo» permitía que los actores descendieran usando alguna forma de cuerda y arnés. El escenario estaba en la esquina sureste del edificio, de manera que estuviera en sombra por la tarde durante las representaciones veraniegas.

## Nombre
El nombre del Globe supuestamente alude a la expresión latina totus mundus agit histrionem, a su vez derivado de quod fere totus mundus exerceat histrionem —«porque todo el mundo es un parque de juegos»— de Petronio, que tenía una amplia circulación en la Inglaterra de la época de Burbages. Totus mundus agit histrionem fue, según esta explicación, adoptado también como el lema del teatro. Otra posible alusión, familiar al espectador de teatro contemporáneo, sería al Teatrum Mundi, una reflexión del clasicista y filósofo del siglo xii Juan de Salisbury, presente en el tercer libro de su Policraticus. En cualquier caso, habría habido una comprensión de la derivación clásica sin la adopción de un lema formal.
Parece probable que la conexión entre el supuesto lema y el Globe se hiciera posteriormente, ya que se originó a partir del biógrafo de Shakespeare William Oldys, que afirmó como su fuente un manuscrito privado al que una vez tuvo acceso. Esto fue repetido de buena fe por George Steevens, pero la historia se considera actualmente sospechosa.